# Битка у Данском пролазу
Битка у Данском пролазу (енгл. Battle of the Denmark Strait), 24. маја 1941, била је поморска битка између немачке и британске морнарице у Другом светском рату. Завршена је немачком победом и уништењем највећег брода британске морнарице, бојног крсташа Худ.

## Позадина
У пролеће 1941. Немци су намеравали да главнином флоте предузму снажну офанзиву против британског саобраћаја у северном Атлантику. За ову операцију, названу Рајна, предвидели су бојни брод Бизмарк и и крстарицу Принц Еуген, којима су се доцније имали придружити бојни бродови Шарнхорст и Гнајзенау из Бреста у окупираној Француској. За снабдевање горивом и материјалом благовремено је упућено у Атлантски океан неколико танкера и бродова за снабдевање.
Бизмарк и Принц Еуген отпловили су 18. маја из Гдиње под командом адмирала Гинтера Литјенса, команданта флоте, о чему су Британци били благовремено обавештени преко своје обавештајне службе. Појачаним авиоизвиђањем открили су их 21. маја у фјорду Корс, јужно од Бергена. Група Худ, састављена од бојног брода Принц од Велса (енгл. Prince of Wales), бојног крсташа Худ и 6 разарача упућена је из Скапа Флоуа према Исланду, а Домовинска флота (енгл. Home Fleet), појачана носачем авиона Викторијус (енгл. Victorious) и бојним бродом Родни (енгл. Rodney), чекала је спремна у Скапа Флоу. Када је авиоизвиђањем 22. маја око 20 часова установљено да су Бизмарк и Принц Еуген напустили фјорд Корс, Домовинска флота (1 бојни брод, 1 бојни крсташ, 1 носач авиона, 4 крстарице и 7 разарача) под командом адмирала Џона Товија (John Tovey) испловила је према Исланду. Крстарица Сафок (HMS Suffolk), патролирајући у Данском пролазу, открила је групу Бизмарк радаром 23. маја у 19 часова и 22 минута, али је њену депешу примила само крсарица Норфолк (HMS Norfolk) из исте патроле, која је 1 час касније и сама успоставила оптички контакт на одстојању о свега 6 наутичких миља. Депешу Норфолка примили су остали британски бродови и Адмиралитет. Командант групе Худ, адмирал Ланселот Холанд (Lancelot Holland), који се тада налазио око 300 наутичких миља југоисточно од групе Бизмарк, пошао јој је у сусрет. Дотле су обе крстарице, убрзо после поноћи, упале у снежну олују и изгубиле додир с противником. Претпостављајући да су изгубиле додир због заокрета немачких бродова према југоистоку, адмирал Холенд је скоро пуна 2 сата пловио према северу и изгубио контакт са својим разарачима. Сафок је 24. маја у 2 сата и 47 минута поново успоставио радарски додир. Испоставило се да је Бизмарк непрестано пловио у југозападном курсу и да је трагање према северу довело групу Худ у незгодан тактички положај, јер је морала да сустиже групу Бизмарк уместо да јој се нађе пред прамцем.

## Битка
Група Худ опазила је групу Бизмарк 24. маја у 5 часова и 38 минута, у правцу северозапада на одстојању од 30 км. Да би смањио одстојање, Холанд окреће за 40° према непријатељу, а непосредно пред отварање ватре још за 20°, тако да крмене топовске куле (по 2 на сваком од британских капиталних бродова, са 8 од укупно 18 главних топова) нису могле да гађају. Општи однос снага, који је иначе био неповољан за Немце, тиме је готово изједначен.
|                | Наоружање | Тежина плотуна (кг) | Укупна тежина плотуна | Тежина плотуна у борби |
| -------------- | --------- | ------------------- | --------------------- | ---------------------- |
| Худ            | 8 x 381   | 7.000               | 14.070                | 9.156                  |
| Принц од Велса | 10 x 356  | 7.070               | 14.070                | 9.156                  |
| Бизмарк        | 8 x 381   | 7.000               | 7.976                 | 7.976                  |
| Принц Еуген    | 8 x 203   | 976                 | 7.976                 | 7.976                  |

Адмирал Холенд је наредио да се гађа челни немачки брод, мислећи да је то Бизмарк. Но, када је непосредно пре отварања ватре видео да је то Принц Еуген, изменио је наређење, али је било касно да се оно на Худу спроведе. Принц од Велса поступио је супротно од првобитног наређења, јер је команданту било јасно да је посреди забуна. Ватра је отворена у 5 сати и 33 минута. Оба брода групе Бизмарк гађала су Худ, који је био погођен већ другим или трећим плотуном, а у 6 сати, пошто је погођена и муницијска комора, експлодирао је потонувши за 3-4 минута са читавом посадом од 1.422 човека, изузев тројице спасених. Ватра групе Бизмарк концентрисана је затим на Принц од Велса. Овај је, међутим, због кварова на топовским кулама и претрпљених оштећења, у 6 сати и 13 минута прекинуо борбени додир.

## Закључак
Победу у Данском пролазу Немци су извојевали захваљујући обученијем људству, бољем квалитету материјала и тактичким грешкама противника. Бизмарк је погођен само са два британска зрна, али је једно од њих пробило резервоар за гориво, па је брод остављао за собом траг нафте. Одуставши од пробоја у западни Атлантик, адмирал Лутјенс је растурио своју ескадру и покушао да се са Бизмарком повуче у Француску, али је само 3 дана касније, 27. маја, Бизмарк сустигнут од надмоћнијих британских снага и уништен.